# آرش معیریان
آرش معیّریان (زادهٔ ۲۵ آبان ۱۳۵۰ در تهران) کارگردان و تدوینگر ایرانی است.
فیلم سینمایی کما، اولین ساخته آرش معیریان بعنوان پرفروش‌ترین فیلم سال ۱۳۸۳ می‌باشد.
وی برادرزاده جلال الدین معیریان، چهره ماندگار طراح گریم و بهترین چهره پرداز سینمای ایران می‌باشد.

## تحصیلات
- کارشناسی ارشد ادبیات نمایشی از دانشگاه تهران[۴]
- کارشناسی کارگردانی سینما از دانشگاه هنر[۴]
- فوق دیپلم برنامه‌نویسی کامپیوتر از دانشگاه امیرکبیر[۴]

## فعالیتهای علمی و فرهنگی
- مدیر گروه سینما در مقطع کارشناسی در دانشگاه هنر از سال ۱۳۸۱ تا ۱۳۸۴
- عضو هیئت علمی دانشگاه هنر
- مدرس کارگردانی و تدوین فیلم در دانشگاه‌های تهران، هنر، سوره ودانشگاه جامع علمی کاربردی[۳][۵][۶]

## سینما
| سال  | نام فیلم           | کارگردانی | تدوین |
| ---- | ------------------ | --------- | ----- |
| ۱۴۰۳ | بامبولک            | آری       | —     |
| ۱۳۹۸ | زن‌ها فرشته‌اند ۲    | آری       | —     |
| ۱۳۹۷ | آپاچی              | آری       | آری   |
| ۱۳۹۶ | دم‌سرخ‌ها            | آری       | آری   |
| ۱۳۹۶ | خالتور             | آری       | آری   |
| ۱۳۹۴ | آس و پاس           | آری       | —     |
| ۱۳۹۳ | دریا کنار          | آری       | آری   |
| ۱۳۹۳ | شانس، عشق، تصادف   | آری       | —     |
| ۱۳۹۲ | کالکسه             | آری       | آری   |
| ۱۳۹۰ | ساعت شلوغی         | آری       | آری   |
| ۱۳۹۰ | فیتیله و ماه‌پیشونی | آری       | آری   |
| ۱۳۸۹ | داماد خجالتی       | آری       | آری   |
| ۱۳۸۸ | شیر و عسل          | آری       | آری   |
| ۱۳۸۷ | دلداده             | —         | آری   |
| ۱۳۸۷ | کارناوال مرگ       | —         | آری   |
| ۱۳۸۷ | موج سوم            | —         | آری   |
| ۱۳۸۶ | احضار شدگان        | آری       | آری   |
| ۱۳۸۵ | آنکه دریا می‌رود    | آری       | آری   |
| ۱۳۸۵ | دختر میلیونر       | —         | آری   |
| ۱۳۸۵ | کلاهی برای باران   | —         | آری   |
| ۱۳۸۵ | هدف اصلی           | —         | آری   |
| ۱۳۸۵ | هرچی تو بخوای      | —         | آری   |
| ۱۳۸۴ | چپ دست             | آری       | آری   |
| ۱۳۸۳ | شارلاتان           | آری       | آری   |
| ۱۳۸۳ | شاخه گلی برای عروس | —         | آری   |
| ۱۳۸۳ | عروس فراری         | —         | آری   |
| ۱۳۸۳ | کوچولوی خوش‌شانس    | —         | آری   |
| ۱۳۸۲ | کما                | آری       | —     |
| ۱۳۸۲ | بله برون           | —         | آری   |
| ۱۳۸۲ | جوان ایرانی        | —         | آری   |
| ۱۳۸۲ | سربازهای جمعه      | —         | آری   |
| ۱۳۸۱ | دختری در قفس       | —         | آری   |
| ۱۳۸۰ | آدمک‌ها             | —         | آری   |
| ۱۳۸۰ | بی تو تنهایم       | —         | آری   |
| ۱۳۷۸ | شراره              | —         | آری   |
| ۱۳۷۷ | جنگجوی پیروز       | —         | آری   |

## شبکه نمایش خانگی و تلویزیون
| سال  | نام سریال                   | کارگردانی | تدوین | توضیحات           |
| ---- | --------------------------- | --------- | ----- | ----------------- |
| ۱۴۰۰ | پلاک ۱۳                     | آری       | —     | سریال تلویزیونی   |
| ۱۳۹۹ | بیگانه‌ای با من است- فصل دوم | آری       | —     | سریال تلویزیونی   |
| ۱۳۹۸ | رالی ایرانی ۲               | آری       | —     | سریال نمایش خانگی |
| ۱۳۹۷ | ساخت ایران ۲                | —         | آری   | سریال نمایش خانگی |
| ۱۳۹۳ | جلال‌الدین                   | آری       | آری   | سریال تلویزیونی   |
| ۱۳۹۲ | پیدا و پنهان                | آری       | —     | سریال تلویزیونی   |
| ۱۳۹۱ | رالی ایرانی                 | آری       | —     | سریال نمایش خانگی |
| ۱۳۸۹ | سایه روشن                   | آری       | —     | سریال تلویزیونی   |
| ۱۳۸۹ | اینجا تهران است             | آری       | —     | سریال تلویزیونی   |
| ۱۳۸۰ | شب دهم                      | —         | آری   | سریال تلویزیونی   |

## فیلم کوتاه و مستند
- مستند کوتاه (مرگ و زندگی) (۱۳۷۱)
- کوتاه داستانی (فقط فرشتگان بال دارند) (۱۳۷۲)
- کوتاه داستانی (در دل تاریکی) (۱۳۷۳)
- مستند (برای همیشه) (۱۳۷۸)
- مستند (بازگشت به مبدأ) (۱۳۹۳)

## تله فیلم
- تیک آف (۱۳۸۱)
- خلوت گزیده (۱۳۸۱)
- رفقای خوب (۱۳۸۲)
- خرین آواز سند باد (۱۳۸۶)
- زهر و پادزهر (۱۳۸۶)
- گامی در تاریکی (۱۳۸۶)
- ماه از روی سکو (۱۳۸۷)
- ضیافتنامه (۱۳۹۱)
- تنهایی (۱۳۹۲)
- چراغها را تو خاموش کردی؟ (۱۳۹۲)

## مقالات و تالیفات
1. جدال روایت‌ها - تألیف[۷][۸]
2. زیبایی‌شناسی سینمای کلاسیک هالیود - تألیف و ترجمه[۷][۸]
3. هماهنگی و همکاری فیلمبردار و تدوینگر - تألیف و ترجمه[۷][۸]
4. کارکرد زیبایی‌شناسی | تکنیکی سینمای هالیود - تألیف و ترجمه[۷][۸]
5. ارتباط دراماتیک میزانسن با دیالوگ - تألیف[۷][۸]
6. روایت در سینمای کلاسیک - تألیف و ترجمه[۷][۸]
7. ماهیت سینما - تألیف[۷][۸]
8. روانکاوی در سینما - ترجمه[۷][۸]
9. بررسی چگونگی افتباس در سینما - تألیف[۷][۸]
10. نیوریالیسم از دیدگاه نیوفرمالیسم - ترجمه[۷][۸]
11. بررسی فرایند پس از تولید در سینما - ترجمه[۷][۸]
12. منابع سرمایه‌گذاری در سینما - ترجمه
13. فیلم و ویدئو - ترجمه
14. مراحل تولید فیلم - ترجمه
15. عناصر پلاستیک در سینما - ترجمه
16. ایهام تصویر در عکاسی - ترجمه
17. تصویر و کلمه - ترجمه
18. دوربین سوبژکتیو - ترجمه
19. اندیشه‌هایی دربارهٔ حرکت در سینما - ترجمه
20. حرکت در سینما - ترجمه
21. کمپوزیسیون پویا - ترجمه
22. حرکت در واقعیت، حرکت در سینما - ترجمه
23. درک شکل در سینما - ترجمه
24. تغییر در زاویه دید - ترجمه
25. ترکیب بندی تصویر متحرک - ترجمه
26. تراژدی شخصیت در هاملت - نگارش
27. تصویر: سرشار از معنا و مفهوم - ترجمه
28. همسان نگری و همسان پردازی در فیلمهای آمریکایی فرتیس لانگ - ترجمه
29. کازابلانکا، تجلی گاه وظیفه و احساس - نگارش
30. فرایند ظهور معنا در مخاطب اثر هنری - تألیف
31. مقایسه تطبیقی «ناخدا خورشید» با «داشتن و نداشتن» - نگارش
32. ریختشناسی در سینما - ترجمه
33. سینمای کودکانه نه! سینما برای کودک، آری! - نگارش
34. انگاره‌های روانشناختی حرکت در سینما - ترجمه
35. خسته از بار بودن در کندو - نگارش
36. تحلیل روانشناختی داش آکل - نگارش

## جوایز و افتخارات
- پروانه زرین بهترین کارگردانی برای فیلم بامبولک از سی و ششمین جشنواره بین‌المللی فیلمهای کودکان و نوجوانان در سال ۱۴۰۳[۹][۱۰][۱۱]
- سیمرغ بلورین بهترین آنونس برای فیلم تقاطع از جشنواره فیلم فجر در سال ۱۳۸۵
- سیمرغ بلورین بهترین آنونس برای فیلم احضارشدگان از جشنواره فیلم فجر در سال ۱۳۸۸
- دیپلم افتخار بهترین آنونس برای فیلم به رنگ ارغوان از جشنواره فیلم فجر در سال ۱۳۸۹
- دیپلم افتخار بهترین آنونس برای فیلم دموکراسی در روز روشن از جشنواره فیلم فجر در سال ۱۳۸۹
- نامزد دریافت سیمرغ بلورین بهترین آنونس برای فیلم کیفر از جشنواره فیلم فجر در سال ۱۳۸۹
- نامزد دریافت سیمرغ بلورین بهترین آنونس برای فیلم محمد رسول‌الله از جشنواره فیلم فجر در سال ۱۳۹۴
- برنده جایزه بهترین فیلم پلیسی برای فیلم زهر و پادزهر از جشنواره فیلم مسکو در سال ۱۳۸۷
- برنده جایزه بهترین کارگردانی برای فیلم تلویزیونی ماه از روی سکو از جشنواره فیلم کیش در سال ۱۳۹۰
- برنده جایزه ویژه هیئت داوران برای فیلم فتیله و ماه پیشونی از جشنواره بین‌المللی فیلمهای کودکان و نوجوانان در سال ۱۳۹۰
- برنده جایزه بهترین کارگردانی برای فیلم احضارشدگان از بیست و ششمین جشنواره فیلم فجر (بخش تجلی اراده ملی) در سال ۱۳۸۶
- برنده جایزه بهترین آنونس برای فیلم سوت پایان از جشنواره فیلم شهر در سال ۱۳۹۲
- برنده جایزه بهترین فیلم کوتاه برای فیلم فرشتگان فقط بال دارند از جشنواره فیلم دانشجویی در سال ۱۳۷۶